# Mexican Hat (Utah)
Mexican Hat er en bebyggelse i det sydlige Utah i USA, ikke langt fra grænsen til Arizona. Byen ligger, hvor San Juan River krydses af U.S. Highway 163, lige nord for Navajo-reservatet og Monument Valley.
Bebyggelsen har 21 (2020) indbyggere, hvoraf af ca. 90 % er hvide, mens ca. 10 % er oprindelige amerikanere. Gennemsnitsindkomsten for en husholdning i byen er $80.767, og ingen af byens 17 familier lever under fattigdomsgrænsen. (Tal fra 2012.)
Bebyggelsen har sit navn fra en klippe med form som en sombrero (mexicansk hat), i den nordøstlige udkant af byen. Byen ligger i 1.295 meters højde over havet.

## Eksterne referencer
- Mexican Hat, Info og billeder (engelsk)
- Mexican Hat fra Wikimapia

1. 1 2  USA's folketælling fra 2020, hentet 1. januar 2022 (fra Wikidata).